# Escuelas Públicas de Yonkers
Las Escuelas Públicas de Yonkers (Yonkers Public Schools) es un distrito escolar del Estado de Nueva York. Tiene su sede en Yonkers. YPS, el distrito escolar cuarto más grande del Estado de Nueva York, tiene 25.000 estudiantes. Gestiona 39 escuelas.

## Escuelas
Todas las escuelas están localizadas en la ciudad de Yonkers.

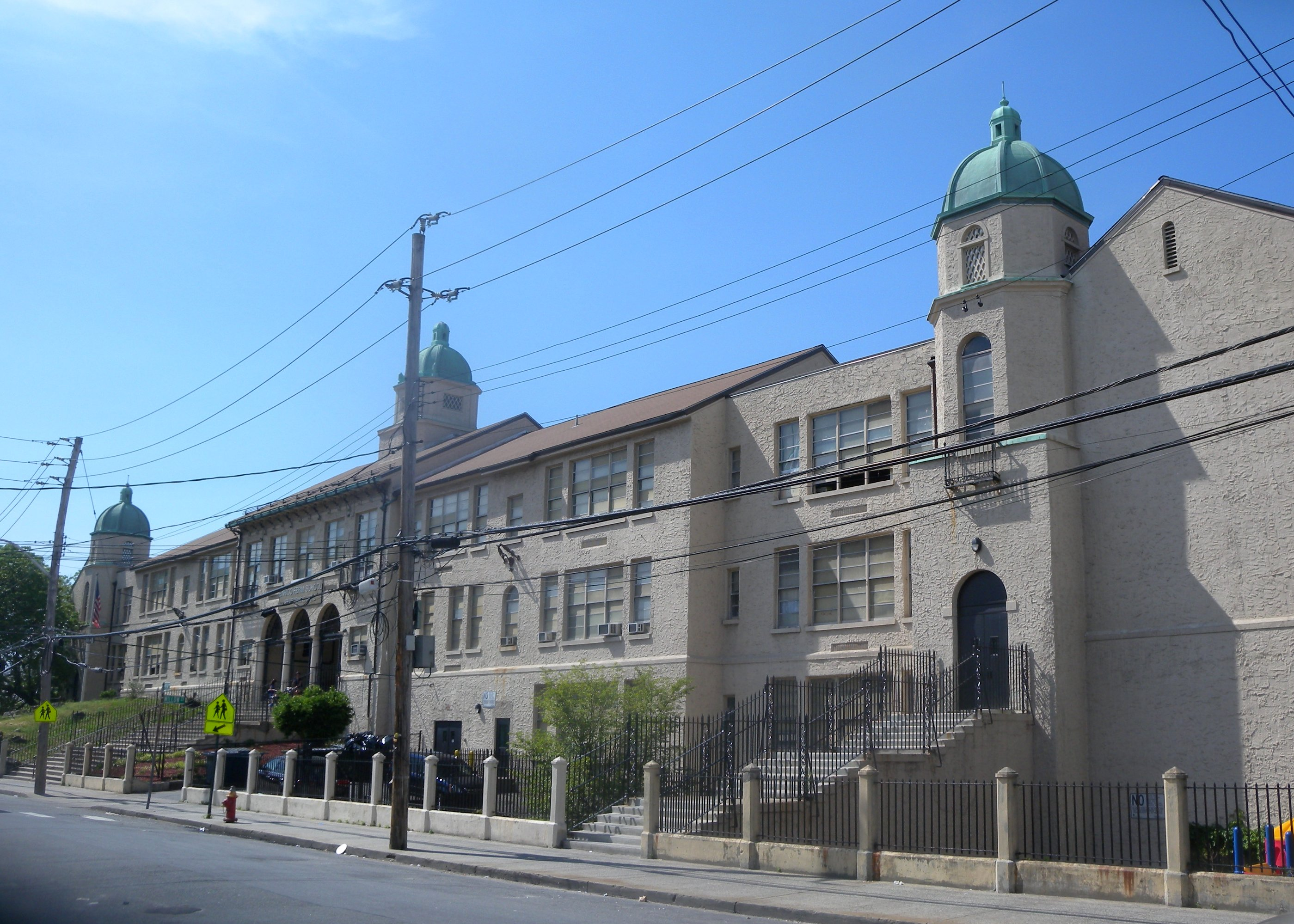
Enrico Fermi School for the Performing Arts

### Escuelas Secundarias (7-12)
- Escuela Superior Gorton (9-12)
- Escuela Superior Lincoln (9-12)
- Escuela Preparatoria Palisade (7-11)
- Escuela Superior Riverside (9-12)
- Escuela Superior Roosevelt (10-12)
- Escuela Superior para universidad temprana (9) (Reemplazara a la Escuela Superior Roosevelt.)
- Escuela Superior de Comercio y Tecnología Saunders (9-12)
- Escuela Intermedia/Superior Yonkers (7-12
- Academia Montessori de Yonkers (Pre K-9)

### Primary schools

#### PreKindergarten-9
- Academia Montessori de Yonkers (Pre K-9)

#### PreKindergarten-8
- Escuela Casimir Pulaski
- Academia Cross Hill (PK-2, 7-8)
- Escuela para las Artes Dramáticas Enrico Fermi
- Escuela Familia 32
- Paideia Escuela 15
- Escuela Hawthorne PEARLS
- Escuela Robert C. Dodson
- Academia Escolástica para la Excelencia Académica
- Escuela 5
- Escuela 23
- Westchester Hills Escuela 29

#### PreKindergarten-7
- Escuela Martin Luther King, Jr

#### PreKindergarten-6
- Escuela Cedar
- Escuela MicroSociedad Eugenio María de Hostos
- Escuela Foxfire
- Escuela Kahlil Gibran
- Montessori Escuela 27
- Montessori Escuela 31
- La Escuela 25 Museo
- Paideia Escuela 24
- Escuela Patricia A. DiChiaro
- Escuela Rosemarie Ann Siragusa
- Escuela 9
- Escuela 13
- Escuela 16
- Escuela 17
- Escuela 21
- Escuela 22
- Escuela 30

#### PreKindergarten-Kindergarten
- Escuela VIVE